# Анатолій Станкевич
Анатолій Станкевич (у миру Олександр Станкевич; 1821, Мінська губернія — 23 січня 1903, Москва
) — білоруський релігійний діяч.

## Життєпис
Народився у 1821 у родині священника Мінської єпархії.
У 1843 закінчив Віленську духовну семінарію.
2 квітня 1844 висвячений на священика.
Овдовівши, 5 грудня 1848 року постригся у чернецтво.
У цьому ж році вступив до Санкт-Петербурзької духовної академії, яку у 1853 закінчив зі ступенем магістра богослов'я і призначений інспектором Мінської духовної семінарії.
6 січня 1856 зведений у сан ігумена.
5 серпня 1860 зведений у сан архімандрита і призначений ректором Полоцької семінарії.
З 4 квітня 1861 — настоятель Вітебського Маркового монастиря.
З 13 березня 1867 — настоятель Новгород-Сіверського Спасо-Преображенського монастиря і з 1868 наглядач Новгород-Сіверського духовного училища.
З 29 квітня 1876 — викладач Симбірської духовної семінарії.
З 9 січня 1879 — настоятель посольської церкви в Афінах.
У Афінах виявив особливу діяльність. Організував при посольській церкві училище для дітей і утворив при Посольській місії учений ареопаг з росіян і греків.
25 травня 1886 хіротонізований на єпископа Балтського, вікарія Подільської єпархії.
З 24 квітня 1887 — єпископ Острогозький, вікарій Воронезької єпархії.
З 12 липня 1890 — єпископ Уманський, вікарій Київської єпархії.
З 29 вересня 1892 — єпископ Калузький і Боровський.
29 січня 1894 звільнений від управління єпархією і призначений членом Московської Синодальної Консисторії і настоятелем Заіконоспаського монастиря.
20 грудня 1898 звільнений від управління монастирем.
Користувався любов'ю і повагою за сумлінне служіння в церкві, за зворушливе читання Євангелія (особливо у Страсний тиждень), за повчальні і розумні проповіді, які він читав завжди напам'ять.
Пожертвував два найдавніші пергаментні ефіопські рукописи Санкт-Петербурзькій духовній академії.
Помер 23 січня 1903 на спокої у Московському Ново-Спаському монастирі, але похований не в Москві.

## Твори
- Наставления, внушаемые приходским священникам при совершении св. Таинств. Слово было сказано в неделю о Закхее. // «Гродненские ЕВ». 1904. № 8.
- «Слово, сказанное в неделю о Закхее». «Гроднен. Епарх. Вед.» 1904, № 8.